# Mario Tadini
Mario Tadini (Bergamo, 6 novembre 1905 – Alessandria, 22 agosto 1983) è stato un imprenditore e pilota automobilistico italiano.

## Biografia
La sua attività imprenditoriale iniziò nel 1920, quando diventò proprietario di una catena di negozi di abbigliamento. Nel 1929, grazie al denaro accumulato, partecipò alla fondazione della Scuderia Ferrari. Prima di diventare imprenditore, Mario Tadini ebbe un discreto successo nella competizioni automobilistiche. Con l'entrata nel capitale societario della Scuderia Ferrari, Tadini decise di tentare la carriera di pilota professionista. Negli anni trenta riuscì a conquistare alcune vittorie, soprattutto nelle cronoscalate, imponendosi per cinque volte, di cui quattro consecutive nella Corsa allo Stelvio. Nel 1933, insieme a Carlo Felice Trossi, vinse su auto Alfa Romeo il campionato europeo della montagna. Il 23 luglio 1939, al volante di una Alfa Romeo 8C 2900B Spider MM Touring  della Scuderia Ambrosiana, giunse 2° al Trofeo Val d'Intelvi (settima prova del Campionato Italiano Sport Nazionale). Dopo la fine della seconda guerra mondiale, tornò sporadicamente a correre. Si ritirò definitivamente dalle gare a metà degli anni cinquanta.

## Risultati

### Risultati nel Campionato europeo di automobilismo
| 1931    | Scuderia         | Vettura            | ITA | FRA | BEL |     | Punti | Posizione |
| ------- | ---------------- | ------------------ | --- | --- | --- | --- | ----- | --------- |
| 1931    | Alfredo Caniato  | Alfa Romeo 6C 1750 | Rit |     |     |     | 23    | 29º       |
| 1936    | Scuderia         | Vettura            | MON | GER | SVI | ITA | Punti | Posizione |
| 1936    | Scuderia Ferrari | Alfa Romeo 8C 35   | Rit |     |     |     | 31    | 29º       |
| Legenda |                  |                    |     |     |     |     |       |           |

### Risultati nei Gran Premi di automobilismo
| 1934    | Scuderia         | Vettura           | MON | FRA | GER | BEL | ITA | SPA | Punti | Posizione |
| ------- | ---------------- | ----------------- | --- | --- | --- | --- | --- | --- | ----- | --------- |
| 1934    | Scuderia Ferrari | Alfa Romeo Tipo B |     |     |     |     | Rit |     | 0     | -         |
| Legenda |                  |                   |     |     |     |     |     |     |       |           |

### Risultati nella Mille Miglia
| Anno    | Scuderia         | Costruttore | Vettura                                     | Numero | Categoria    | Classe    | Co-Pilota      | Risultato di classe | Risultato assoluto |
| ------- | ---------------- | ----------- | ------------------------------------------- | ------ | ------------ | --------- | -------------- | ------------------- | ------------------ |
| 1930    | Ferrari          | Alfa Romeo  | Alfa Romeo 6C 1750 GS Spider Zagato         | 62     | Sport        | S 2.0     | Eugenio Siena  | Rit                 | Rit                |
| 1931    | Ferrari          | Alfa Romeo  | Alfa Romeo 6C 1750 GS Spider Zagato         | 150    | Sport        | S +1.1    | Carlo Canavesi | 7°                  | 7°                 |
| 1932    | Ferrari          | Alfa Romeo  | Alfa Romeo 8C 2300 Spider Zagato            | 93     | Sport        | S +1.5    | Piero Bucci    | Rit                 | Rit                |
| 1934    | Ferrari          | Alfa Romeo  | Alfa Romeo 8C 2300 Monza Spider Brianza 2.6 | 45     | Sport        | S 3.0     | Nando Barbieri | Rit                 | Rit                |
| 1935    | Ippolito Berrone | Alfa Romeo  | Alfa Romeo 8C 2300 Monza 2.6                | 93     | Sport        | S-/+3.0   | L. Chiari      | 2°                  | 2°                 |
| 1948    | Pilota privato   | Alfa Romeo  | Alfa Romeo N.D. 6C 2500 Spider              | 30     | Sport        | S 2./+2.0 | Carlo Canavesi | Rit                 | Rit                |
| 1952    | Pilota privato   | Alfa Romeo  | Alfa Romeo 1900 Sprint                      | 441    | Gran Turismo | GT 2.0    | Bruno Bonini   | 6°                  | 18°                |
| 1953    | Mario Tadini     | Jaguar      | Jaguar C-Type                               | 629    | Sport        | S +2.0    | Pietro Cagnana | Rit                 | Rit                |
| Legenda |                  |             |                                             |        |              |           |                |                     |                    |